# Gaeth Motor Car Company
Gaeth Motor Car Company war ein US-amerikanischer Hersteller von Automobilen.

## Unternehmensgeschichte
Der Deutschstämmige Paul Gaeth war Konstrukteur in Cleveland in Ohio. Er stellte Fahrräder und Stationärmotoren her. 1898 entstand ein Dampfwagen, dem zwei Fahrzeuge mit Ottomotor folgten. 1900 hatte er die beiden letztgenannten Fahrzeuge verkauft. Im gleichen Jahr wechselte er zur People’s Automobile Company und blieb dort bis zu deren Insolvenz 1902.
1902 gründete er ein eigenes Unternehmen in Cleveland zur Fahrzeugproduktion. Der Markenname lautete zunächst Gaethmobile. Bis Ende 1903 fanden sich bereits 25 Käufer. Als Ende 1904 ein größeres Modell vorgestellt wurde, änderte sich der Markenname auf Gaeth. 1907 und 1908 bewährten sich die Fahrzeuge auf einer Zuverlässigkeitsfahrt. 1910 endete die Produktion. Insgesamt entstanden etwa 300 Fahrzeuge.
Im November desselben Jahres übernahm die Stuyvesant Motor Car Company das Unternehmen.

## Fahrzeuge
Das Gaethmobile der Zeit von 1902 bis 1904 wird als klein und robust bezeichnet. Ein Einzylindermotor mit 6 PS Leistung trieb über eine Kette die Hinterachse an. Das Fahrgestell hatte 183 cm Radstand. Der offene Runabout bot Platz für zwei Personen. Gelenkt wurde mit einem Lenkhebel. Eine andere Quelle meint, dass es auch Modelle mit einem Zweizylindermotor sowie viersitzige Aufbauten gab.
Im Modelljahr 1905 gab es nur den Triplex. Er hatte einen Dreizylindermotor mit 25/30 PS Leistung, der unter der vorderen Sitzbank montiert war. Er trieb über ein Planetengetriebe und eine Kardanwelle die Hinterachse an. Die Karosserieform war ein Tonneau mit seitlichem Zustieg.
1906 bestand das Sortiment aus drei Modellen mit Vierzylindermotoren. Sie waren vorne im Fahrzeug montiert und mit einem gewöhnlichen Getriebe verbunden. Der Kardanantrieb blieb. Im Model G war der Motor mit 20/24 PS angegeben. Der Radstand betrug 249 cm. Das Model H hatte einen Motor mit 30/34 PS sowie 264 cm Radstand. Spitzenmodell war das Model J mit einem 50/54-PS-Motor. Der Radstand maß 277 cm. Aufbauten waren offene Tourenwagen mit Platz für fünf Personen, beim größten Modell auch für sechs Personen.
1907 gab es nur den Type XII. Vierzylindermotoren waren nun Standard. Hier leistete er 35 PS. Auf ein Fahrgestell mit 284 cm Radstand wurde siebensitzige Tourenwagenkarosserien montiert.
1908 wurde daraus der Type XV. Der Motor war nun mit 35/40 PS angegeben. Der Radstand blieb unverändert. Tourenwagen, Roadster und Limousine standen zur Wahl.
Eine Weiterentwicklung führte 1909 zum Type XX. Der Motor leistete nun 38 PS. Der Radstand war auf 290 cm verlängert worden. Überliefert sind Tourenwagen mit sieben Sitzen, Close-Coupled-Tourenwagen mit fünf Sitzen, Tourabout mit vier Sitzen und Limousine mit sechs Sitzen.
1910 war der Motor mit 40/45 PS angegeben. Der Radstand betrug nun 305 cm. Aufbauten waren Tourenwagen, ein Pony Tonneau und eine sechssitzige Limousine.

## Modellübersicht
| Jahr      | Marke       | Modell   | Zylinder | Leistung (PS) | Radstand (cm) | Aufbau                                                                                           |
| --------- | ----------- | -------- | -------- | ------------- | ------------- | ------------------------------------------------------------------------------------------------ |
| 1902–1904 | Gaethmobile |          | 1        | 6             | 183           | Runabout 2-sitzig                                                                                |
| 1905      | Gaeth       | Triplex  | 3        | 25/30         |               | Side Entrance Tonneau                                                                            |
| 1906      | Gaeth       | Model G  | 4        | 20/24         | 249           | Tourenwagen 5-sitzig                                                                             |
| 1906      | Gaeth       | Model H  | 4        | 30/34         | 264           | Tourenwagen 5-sitzig                                                                             |
| 1906      | Gaeth       | Model J  | 4        | 50/54         | 277           | Tourenwagen 5-sitzig und 6-sitzig                                                                |
| 1907      | Gaeth       | Type XII | 4        | 35            | 284           | Tourenwagen 7-sitzig                                                                             |
| 1908      | Gaeth       | Type XV  | 4        | 35/40         | 284           | Tourenwagen, Roadster, Limousine                                                                 |
| 1909      | Gaeth       | Type XX  | 4        | 38            | 290           | Tourenwagen 7-sitzig, Close-Coupled Tourenwagen 5-sitzig, Tourabout 4-sitzig, Limousine 6-sitzig |
| 1910      | Gaeth       | Type XX  | 4        | 40/45         | 305           | Tourenwagen, Pony Tonneau, Limousine 6-sitzig                                                    |